# داکا-۹
داکا-۹ (به لاتین: Dhaka-9) یک منطقهٔ مسکونی در بنگلادش است که در ناحیه داکا واقع شده‌است.